# Arteria labialis superior

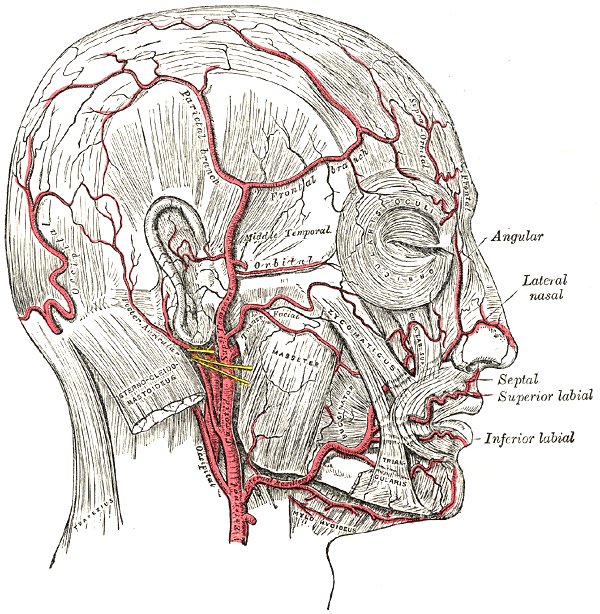
Gesichtsarterien des Menschen

Die Arteria labialis superior („Oberlippenarterie“) ist eine Schlagader des Kopfes zur Versorgung der Oberlippe.
Die Arteria labialis superior entspringt im Bereich des Mundwinkels aus der Gesichtsarterie. Sie tritt durch den Musculus orbicularis oris hindurch und verläuft geschlängelt entlang des Randes der Oberlippe. Dort versorgt sie die Haut und Schleimhaut der Lippe, die Lippendrüsen und den Musculus orbicularis oris. Kleinere Abzweigungen der Arterie ziehen zur Nase und versorgen den vorderen Teil der Nasenscheidewand und die Nasenflügel.